# Персиваль, Энн Мэри
Энн Мэри Персиваль, урождённая Флауэр (англ. Anne Mary Perceval; 14 января 1790, Лондон — 23 ноября 1876, Сторновей) — английский ботаник и собиратель растений.

## Биография
Энн Мэри Флауэр родилась в 1790 году в Лондоне или его окрестностях. Она была старшей из восьмерых детей Чарлза Флауэра и Энн Сквайр. Мать девочки умерла, когда той было 13 лет. Отец Энн стал в 1809 году лордом-мэром Лондона. Энн получила хорошее образование: знала латинский, французский и итальянский языки, была неплохим музыкантом и художником.
В 1810 году она вышла замуж за Майкла Генри Персиваля, родственника Спенсера Персиваля, бывшего в то время премьер-министром. В 1810 году супруги уехали в Канаду, где Персиваль получил должность сборщика таможенных пошлин. Они приобрели поместье в Нижней Канаде с большим участком земли и садом. Энн Мэри исполняла обязанности хозяйки поместья, а также растила своих десятерых детей, обучая их языкам, музыке и рисованию.
В 1820 году в Квебек прибыла леди Далхаузи, жена графа Далхаузи, интересовавшаяся ботаникой. Ей удалось заразить этим интересом Энн Персиваль и жившую неподалёку Гарриэт Шеппард. Втроём они собирали растения в окрестностях поместий Персивалей и Шеппардов. Кроме того, Энн старалась собирать растения, произрастающие в максимально различных условиях, от возвышенностей до болот. Часть образцов она послала Уильяму Гукеру, который идентифицировал в её коллекции около 150 ранее не известных видов. Собранные Энн коллекции впоследствии хранились в разных научных заведениях США и Канады, включая Академию естественных наук в Филадельфии, Уэстчестерский университет в Пенсильвании и Центр исследований биосистематики в Пенсильвании.
В 1828 году Энн Мэри отправилась с детьми в Италию, чтобы провести год во Флоренции. Майкл Персиваль собирался присоединиться к ним в 1829 году, но скончался в пути на корабле. После его смерти Энн Мэри уже не вернулась в Канаду. Остаток жизни она провела на острове Льюис, в Сторновее, где жила после замужества её четвёртая дочь Мэри Джейн. Там она и умерла 23 ноября 1876 года.